# Friedrich Kuhn (Bobfahrer)

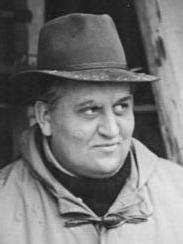
Friedrich Kuhn bei den DDR-Wintersportmeisterschaften 1953

Friedrich „Fritz“ Kuhn (* 24. Oktober 1919 in Köln; † 8. Januar 2005 in München) war ein deutscher Bobfahrer und Fotograf. Er gewann 1952 im Viererbob die olympische Goldmedaille und war später langjähriger Fotograf der Bayerischen Staatskanzlei.

## Werdegang
Fritz Kuhn startete für den Bobclub München. Für die Olympischen Spiele 1952 hatte sich Kuhn als Anschieber von Theodor Kitt qualifiziert. Die beiden belegten zusammen den elften Platz im Zweierbob. 
Für den Wettbewerb im Viererbob hatten sich Anderl Ostler und Franz Kemser mit ihren Bobs qualifiziert. Bei den Trainingsläufen in Oslo lagen die beiden deutschen Bobs deutlich hinter den schwereren Teams aus den USA und aus der Schweiz zurück. Die deutsche Mannschaftsleitung meldete daraufhin den zweiten deutschen Bob ab und setzte die schwersten Leute in einen Bob. Der auf diese Art zusammengesetzte Bob mit Anderl Ostler, Friedrich Kuhn, Lorenz Nieberl und Franz Kemser siegte dann vor dem US-Bob von Stanley Benham und dem Schweizer Bob von Fritz Feierabend.
Nach den Olympischen Spielen 1952 wurden Gewichtslimits für Zweier- und Viererbobs eingeführt, die die Sportkarriere von Kuhn, der damals etwa 140 Kilogramm wog, beendete. Später arbeitete Kuhn von 1965 bis 2001 als Fotograf der Bayerischen Staatskanzlei. Zudem war er als Pressesprecher von Löwenbräu und danach 20 Jahre lang bis zum Jahr 2000 als Pressesprecher von Hofbräu München tätig.
Fritz Kuhn heiratete am 24. Oktober 1979 seine Frau Valentina, die bayerische und deutsche Meisterin sowie Vize-Europameisterin im Curling wurde. Das Ehepaar lebte zuletzt in Vaterstetten, wo Kuhn nach seinem Tod im Jahr 2005 begraben wurde. Seine Fotosammlung befindet sich im Besitz des Bayerischen Staatsarchivs.

## Ehrungen
- Verdienstkreuz am Bande der Bundesrepublik Deutschland
- Silbernes Lorbeerblatt

## Filme
- 2006: Schwere Jungs. Filmkomödie, Regie: Marcus H. Rosenmüller, Buch: Philipp Roth. Der Film greift die Geschichte um die olympische Bobmannschaft von 1952 auf.